# Александра Фусаї
Александра Фусаї (фр. Alexandra Fusai; нар. 22 листопада 1973) — колишня французька тенісистка.
Найвищу одиночну позицію рейтингу WTA — ранг 37 досягнула в 1998 році. Завершила кар'єру 2003 року. 

## Фінали Туру WTA

### Парний розряд титули (12)
| Легенда               |
| Grand Slam (0)        |
| WTA Championships (0) |
| Tier I (1)            |
| Tier II (3)           |
| Tier III (3)          |
| Tier IV & V (5)       |

| Результат | Ранг | Дата             | Турнір                                      | Покриття  | Партнер        | Опонент                                 | Рахунок       |
| --------- | ---- | ---------------- | ------------------------------------------- | --------- | -------------- | --------------------------------------- | ------------- |
| Перемога  | 1.   | 7 жовтня 1996    | Commonwealth Bank Tennis Classic, Індонезія | Тверде    | Керрі-Енн Г'юз | Тіна Кріжан Нелле ван Лоттум            | 6–4, 6–4      |
| Перемога  | 2.   | 3 лютого 1997    | Generali Ladies Linz, Австрія               | Килим (i) | Наталі Тозья   | Ева Меліхарова Гелена Вілдова           | 4–6, 6–3, 6–1 |
| Перемога  | 3.   | 21 квітня 1997   | Hungarian Ladies Open, Угорщина             | Ґрунт     | Аманда Кетцер  | Ева Мартінцова Елена Вагнер             | 6–3, 6–1      |
| Перемога  | 4.   | 3 листопада 1997 | Чикаго, США                                 | Килим (i) | Наталі Тозья   | Ліндсі Девенпорт Моніка Селеш           | 6–3, 6–2      |
| Перемога  | 5.   | 23 лютого 1998   | Generali Ladies Linz, Австрія               | Килим (i) | Наталі Тозья   | Анна Курникова Лариса Савченко-Нейланд  | 6–3, 3–6, 6–4 |
| Перемога  | 6.   | 18 травня 1998   | Internationaux de Strasbourg, Франція       | Ґрунт     | Наталі Тозья   | Басукі Яюк Кароліна Віс                 | 6–4, 6–3      |
| Перемога  | 7.   | 24 серпня 1998   | Connecticut Open, U.S.                      | Тверде    | Наталі Тозья   | Яна Новотна Маріан де Свардт            | 6–1, 6–0      |
| Перемога  | 8.   | 8 лютого 1999    | ECM Prague Open, Чехія                      | Килим (i) | Наталі Тозья   | Квета Пешке Гелена Вілдова              | 3–6, 6–2, 6–1 |
| Перемога  | 9.   | 10 травня 1999   | German Open, Німеччина                      | Ґрунт     | Наталі Тозья   | Яна Новотна Патрісія Тарабіні           | 6–3, 7–5      |
| Перемога  | 10.  | 3 січня 2000     | ASB Classic, Нова Зеландія                  | Тверде    | Кара Блек      | Barbara Schwartz Патріція Вартуш        | 3–6, 6–3, 6–4 |
| Перемога  | 11.  | 25 вересня 2000  | BGL Luxembourg Open, Люксембург             | Килим (i) | Наталі Тозья   | Любомира Бачева Крістіна Торренс-Валеро | 6–3, 7–6(7–0) |
| Перемога  | 12.  | 1 січня 2001     | ASB Classic, Нова Зеландія                  | Тверде    | Ріта Гранде    | Еммануель Гальярді Барбара Шетт         | 7–6(7–4), 6–3 |

### Парний розряд, поразки (21)
- 1994: Maria Lankowitz (з Каріна Габшудова; програли Сандра Чеккіні/Патрісія Тарабіні)
- 1994: Taipei (з Нансі Фебер; програли Мішелл Джаггерд-Лай/Рене Сімпсон)
- 1995: Maria Lankowitz (з Вілтруд Пробст; програли Сільвія Фаріна-Елія/Андреа Темешварі)
- 1996: Bol (з Алексія Дешом-Баллере; програли Лаура Монтальво/Паола Суарес)
- 1996: Warsaw Open (з Лаура Гарроне; програли Ольга Лугіна/Елена Вагнер)
- 1997: Open GDF Suez (з Ріта Гранде; програли Мартіна Хінгіс/Яна Новотна)
- 1997: Connecticut Open (з Наталі Тозья; програли Ніколь Арендт/Манон Боллеграф)
- 1997: Tournoi de Québec (з Наталі Тозья; програли Ліза Реймонд/Ренне Стаббс)
- 1997: Чемпіонат Туру WTA (з Наталі Тозья; програли Ліндсі Девенпорт/Яна Новотна)
- 1998: Мастерс Індіан-Веллс (з Наталі Тозья; програли Ліндсі Девенпорт/Наташа Звєрєва)
- 1998: German Open (з Наталі Тозья; програли Ліндсі Девенпорт/Наташа Звєрєва)
- 1998: Southern California Open (з Наталі Тозья; програли Ліндсі Девенпорт/Наташа Звєрєва)
- 1998: Чемпіонат Туру WTA (з Наталі Тозья; програли Ліндсі Девенпорт/Наташа Звєрєва)
- 1999: Hanover (з Наталі Тозья; програли Серена Вільямс/Вінус Вільямс)
- 1999: Мастерс Рим (з Наталі Тозья; програли Мартіна Хінгіс/Анна Курникова)
- 1999: Internationaux de Strasbourg (з Наталі Тозья; програли Олена Лиховцева/Суґіяма Ай)
- 1999: Birmingham Classic (з Інес Горрочатегі; програли Коріна Мораріу/Лариса Савченко-Нейланд)
- 2000: Toray Pan Pacific Open (з Наталі Тозья; програли Мартіна Хінгіс/Марі П'єрс)
- 2001: Porto (з Ріта Гранде; програли Марія Хосе Мартінес Санчес/Анабель Медіна Гаррігес)
- 2002: Qatar Ladies Open (з Кароліна Віс; програли Жанетта Гусарова/Аранча Санчес Вікаріо)
- 2002: Volvo Car Open (з Кароліна Віс; програли Ліза Реймонд/Ренне Стаббс)

### Одиночний розряд, поразка (1)
- 1995: Warsaw Open (програла Барбарі Паулюс)